# Mine de Saindak
La mine de Saindak est une mine d'or et de cuivre située à proximité de la ville de Saindak dans le district de Chagai de la province du Baloutchistan au Pakistan, non loin de la frontière avec l'Iran.
Le gisement a été découvert dans les années 1970 et est exploité depuis 1995. Il aurait permis la production d'au moins 1 500 tonnes de cuivre. La société chinoise China Metallurgical Group exploite le gisement et en détient près de la moitié des parts, le reste étant détenu par le gouvernement local de la province et le gouvernement fédéral. 